# Work Bitch
"Work Bitch"는 미국의 가수 브리트니 스피어스의 여덟번째 음반 Britney Jean의 첫 번째 싱글이다.

## 트랙 리스트
디지털 다운로드
1. "Work Bitch" – 4:07

CD 싱글
1. "Work Bitch" – 4:07
2. "Work Bitch (Inst.)" – 4:07